# This Armor
『This Armor』（ディス アーマー）は、2002年3月6日に発売された鬼束ちひろの2枚目のアルバム。

## 解説
ミリオンヒットを記録した前作『インソムニア』に続くアルバムであり、本人は「前作の延長線上」「インソムニアII」と評している。タイトルの「Armor」については、前作同様「響きが良いから」という理由で採られた他、「Armorや鎧という言葉に引っかかりを感じていた」とのことで『インソムニア』が発売される頃にはもう既に次回作のタイトルとして決めていたという。また、「鎧というのは普段の服飾やメイクであり、そういった鎧を脱ごうとか装着しようということを言いたいのではなく、そういう鎧が存在するということを言いたい」ともコメントしている。「LITTLE BEAT RIFLE」の「剣や弓」、「Arrow of Pain」の「矢」、「infection」の「仮面」、「CROW」の「盾」「鎧」などというような「Armor」に関する歌詞のフレーズがコンセプチュアルだと受け取るリスナーも多いが、本人は「いたって偶然」と雑誌のインタビューで回答している。
ジャケット写真の撮影は沖縄県宮古島で撮影され、取り下ろしされた写真はライブツアー『CHIHIRO ONITSUKA LIVE VIBE 2002』のツアーパンフレットにもふんだんに使用されている。
タイアップ起用曲（シングル収録を除く）のうち、「Our Song」以外は前作同様アルバム発売後にタイアップの起用が決定している。
もともとは楽曲「A Horse and Queen」が収録される予定だったが、アルバムのイメージに合わないことから収録を見送られた。代わりにシングル「月光」のカップリング「Arrow of Pain」が収録されることになった。なお、「A Horse and Queen」は「A Horse and A Queen」とタイトルを変え、後に2007年発売の4thアルバム『LAS VEGAS』に収録されることとなる。
シングルとして発表された「infection」「流星群」、アルバム収録曲の「ROLLIN'」「茨の海」のプロモーションビデオは、BUMP OF CHICKENなどのプロモーションビデオの監督・演出で知られる番場秀一が監督を手掛けている。

## 収録曲
全作詞・作曲：鬼束ちひろ、全編曲：羽毛田丈史
1. ROLLIN'
テレビ朝日系『完売劇場』エンディングテーマ
2. 茨の海
映画『群青の夜の羽毛布』主題歌
3. シャドウ
4. everything, in my hands
5. Our Song
ネスレ『ブライト』CMソング
6. 流星群
6thシングル
7. LITTLE BEAT RIFLE (album ver.)
5thシングルのアレンジ、新録音
シングルバージョンとは異なり、キーを半音下げてピアノ1本でバラードに曲調を変えて歌唱されている。
8. Arrow of Pain
2ndシングルのカップリング
9. infection
5thシングル
表記はされてはいないが、イントロのピアノの音量の違い、サビにサスペンデッドシンバルが追加されているなど、シングルとは異なるミックスのものが収録されている。
10. CROW

## 楽曲解説
ROLLIN'
タイトルは本人曰く「ロールプレイングゲームの現在進行形」であり、本人の造語である（実質「ロール」のスペルは「ROLE」であり、名詞のため現在進行形に活用できない。厳密に言えば「転がる」という意味の「ROLL」の現在進行形となってしまうため）。歌詞の内容もそのロールプレイングゲームを意識した内容となっている。プロモーションビデオはスタジオで演奏・歌唱する模様を使用している。2002年4月5日放送のテレビ朝日系『ミュージックステーション』でこの曲を披露した際は歌詞を間違えるというハプニングも起こした。
茨の海
アイリッシュホイッスルを使用したりとケルティックさを漂わせながらも和風な雰囲気になっており、洋楽志向の本人にとってもスタッフにとってもこの楽曲が出来上がったことは異例のことだったようで、この曲を気に入った羽毛田氏が、自身が音楽を務めた映画『群青の夜の羽毛布』のスタッフにこの曲を推薦して同映画の主題歌に起用されることが決定したという。本人はラジオ番組等で「四方八方茨だから痛そう」と苦笑しながらも「感情って物は言葉にできないけれど自分なりに解釈して言葉にした結果」「和を以って切なさを越えた安堵感を表現した」とコメントしている。
シャドウ
本人曰く「地下の歌」。デビュー前に作られた楽曲のうちのひとつであるが、本人はタイムラグがなく当時の気持ちのまますんなりと収録できたという。なお、チェロには音楽家の溝口肇を迎えている。
everything, in my hands
本人曰く「ちひろ最速の曲」で、これまでの楽曲の中で最もテンポの早い楽曲「Cage」を抜いて最速となる（だが後に「育つ雑草」が最もテンポの早い楽曲となる）。もともとはミディアムナンバーであったが、「Cage」同様当時のプロデューサーの土屋望の提案によってテンポアップされ、最速の曲になったという。少女時代に感じた「こんな大人にはなりたくない」という気持ちを思い出して制作したという。
Our Song
初めて公に発表した（高校時代は歌詞を英語で書いていたため、これで初めて英語詞で書いた訳ではない）英語詞の楽曲。もともとCM用に書き下ろされた楽曲でCD化の予定は当初なかったが、視聴者からの問い合わせが殺到したことからCD化を決定したという。「これは完全に世界観を創って生み出した」と本人が語るように、CMの映像からヒントを得て書き上げられた。なお、本作のブックレットには「English Lyrics_mayu」とクレジットされているため、英語詞は鬼束自身がひとりで書き上げた訳ではなく、mayuという人物と共同で制作されたと思われる。
CROW
アルバムの核となる。自身はカラスに対して憧れを持っているようで、「嫌われ者だけどとても頭が良く、誰の目にも左右されない凛とした性質が個人的にはとても好き」と評価している。

## 演奏
- 鬼束ちひろ
  - Vocal
  - Background Vocal (#1.4.10)
- 羽毛田丈史
  - Acoustic Piano (全曲)
  - Keyboards (#1.2.3.4.6.8.9)
  - Pad (#5)
  - Tubular Bells (#10)
  - Drum Programming (#1.4)
  - Programming (#3.6.8.9)
  - Background Vocal (#1.4.6.7.8.10)
- 渡辺等
  - Bass (#1.2.4.6.0)
  - Contrabass (#9)
- 梯郁夫
  - Tambourine, Triangle (#1)
  - Percussion (#2.6.8.10)
  - Udu, Talking Drum, Bell (#3)
  - Djembe (#5)
- 西海孝
  - Acoustic Guitar (#2.5.6.10)
  - Electric Guitar (#2.6.8.10)
  - Dobro (#5)
  - Background Vocal (#1.4.6.7.10)
- 江崎とし子：Background Vocal (#1.2)
- 林立夫：Drums (#2)
- 安井マリ：Tin Whistle (#2)
- 柏木広樹：Cello (#2.5.9)
- 溝口肇：Cello (#3)
- 堀越信泰：Acoustic Guitar, Electric Guitar (#4)
- NAOTO、松本亜土：Violin (#4.6.9)
- 中谷郁子：Violin (#4.6)
- 伊能修：Violin (#4.9)
- 森琢哉、長原幸太、齋藤真知亜、原えつこ：Violin (#4)
- 真部裕：Violin (#6.9)
- 田尻順、今野均、大竹広治、川口静華：Violin (#6)
- 小杉まりさ、武藤宏樹、杉野裕、相川麻里子：Violin (#9)
- 坂口弦太郎：Viola (#6)
- 三木章子：Viola (#6.9)
- 番場かおり：Viola (#9)
- 堀沢真己、土田寿彦：Cello (#6)
- 植木昭雄：Cello (#9)
- 山木秀夫：Drums (#6)
- 朝川朋之：Harp (#6.9)
- 天野清継：Gut Guitar (#9)
- 大石真理恵：Timpani, Suspended Cymbals, Percussion (#9)
- 佐藤博：Wurlitzer, Hammond B-3 (#10)
- 渡嘉敷祐一：Drums (#10)
- Melody Little Bears：Background Vocal (#10)